# Vitali Krechetóvich
Vitali Ivánovich Krechetóvich transliteración de Виталий Иванович Кречетович (7 de abril de 1901 - 18 de febrero de 1942) fue un botánico, y pteridólogo ruso.

## Biografía
Trabajó extensamente en la "Academia Nauk" de San Petersburgo, especializándose en la familia de Cyperaceae, y participando activamente en Flora de URSS.
En 1941, se unió a la milicia nacional y, a continuación, fue devuelto al Instituto Botánico. En noviembre, los invernaderos de jardín botánico fueron destruidos. Y, el 18 de febrero de 1942 falleció, muy probablemente de inanición.

## Honores

### Epónimos
Género
- (Cyperaceae) Kreczetoviczia Tzvelev[2]

Especies
- (Fabaceae) Chamaecytisus kreczetoviczii (Wissjul.) Tzvelev[3]

- (Poaceae) Leucopoa kreczetoviczii Sobolevsk.[4]
- La abreviatura «V.I.Krecz.» se emplea para indicar a Vitali Krechetóvich como autoridad en la descripción y clasificación científica de los vegetales.[5]